# Музей чайной церемонии Кимура
Музей чайной церемонии Кимура (яп. 木村茶道美術館 Кимура садо: бидзюцукан) — музей в японском городе Касивадзаки (префектура Ниигата), посвящённый японской чайной церемонии. Музей был открыт 3 ноября 1984 года.

## История музея
Бывший учитель английского языка Сигэёси Кимура (Канкоан) был известным в Касивадзаки популяризатором и преподавателем чайной церемонии. Его идея о создании в городе музея чая сразу получила всестороннюю поддержку от городского комитета туризма, мэра города и предпринимателей. За короткий срок в фонд музея было собрано около 100 миллионов йен.
- 1984 год — 1 марта основан благотворительный фонд для сбора средств на строительство музея
- 1984 год — 3 ноября состоялось открытие музея
- 1992 год — в феврале проведена реконструкция (расширение) зала чайных церемоний
- 1995 год — 12 июня мэр города Касивадзаки и его жена пожертвовали музею свою коллекцию чайной посуды
- 2001 год — с апреля посетителям предлагается чайная церемония на открытом воздухе в саду Сёун Сансо

## Экспозиция
Музей расположен в здании традиционной японской архитектуры и включает в себя зал для чайных церемоний, два выставочных зала (62 и 51 м²) и веранду для чаепитий на открытом воздухе. Первоначально коллекция музея состояла из предметов собранных лично Кимурой. В настоящее время экспозиция музея включает в себя 103 артефакта: 78 чайных мисок и водяных сосудов, вазы для цветов, упаковки из под чая, контейнеры с благовониями, старинные произведения живописи и каллиграфического искусства. Обновление экспозиции производится два раза в год. Особенностью музея является то, что музейные предметы используются посетителями во время чайных церемоний.